# Lewisboro
Lewisborro es un pueblo ubicado en el condado de Westchester en el estado estadounidense de Nueva York. En el año 2000 tenía una población de 12,324 habitantes y una densidad poblacional de 170.9 personas por km².

## Geografía
Lewisborro se encuentra ubicado en las coordenadas 41°14′17″N 73°31′21″O / 41.23806, -73.52250. Según la Oficina del Censo, la ciudad tiene un área total de 75,4 km² (29,1 mi²), de la cual 72,1 km² (27,8 mi²) es tierra y 3,3 km² (1,3 mi²) (4.36%) es agua.

## Demografía
Según la Oficina del Censo en 2007 los ingresos medios por hogar en la localidad eran de $112,462, y los ingresos medios por familia eran $129,473. Los hombres tenían unos ingresos medios de $84,616 frente a los $48,900 para las mujeres. La renta per cápita para la localidad era de $54,795. Alrededor del 1.9% de la población estaban por debajo del umbral de pobreza.